# Iglesia de la Santa Cruz (Palma de Mallorca)
La iglesia de la Santa Cruz (en catalán: Església de la Santa Creu) se encuentra en el barrio de Santa Creu, en la esquina de la calle de Santa Cruz y la calle San Lorenzo en Palma de Mallorca, en la isla de Mallorca.

## Historia
Las obras se iniciaron el año 1335 en unos terrenos donados por el obispo de Barcelona. Se utiliza la piedra de la cantera real de Bellver. Según la cronología se puede corresponder a la construcción de dos iglesias diferentes: la primera, habría terminado el año 1371, la fecha de la fundación de la campana mayor, y la segunda, que podría haberse iniciado hacia el 1440, según nos indica un documento de 1445, que habla de la "nueva iglesia que se está subiendo". En 1564 se colocó la piedra angular del presbiterio.

## Descripción
Es una de las primeras parroquias de Palma, originaria del siglo XIV, de estilo gótico. Tiene la cubierta de bóveda de crucería, excepto el presbiterio que es de bóveda nervada.
Hay retablos de estilo gótico y otros barrocos, como el retablo mayor. Debajo del presbiterio se encuentra la cripta de San Lorenzo que forma parte del museo parroquial.

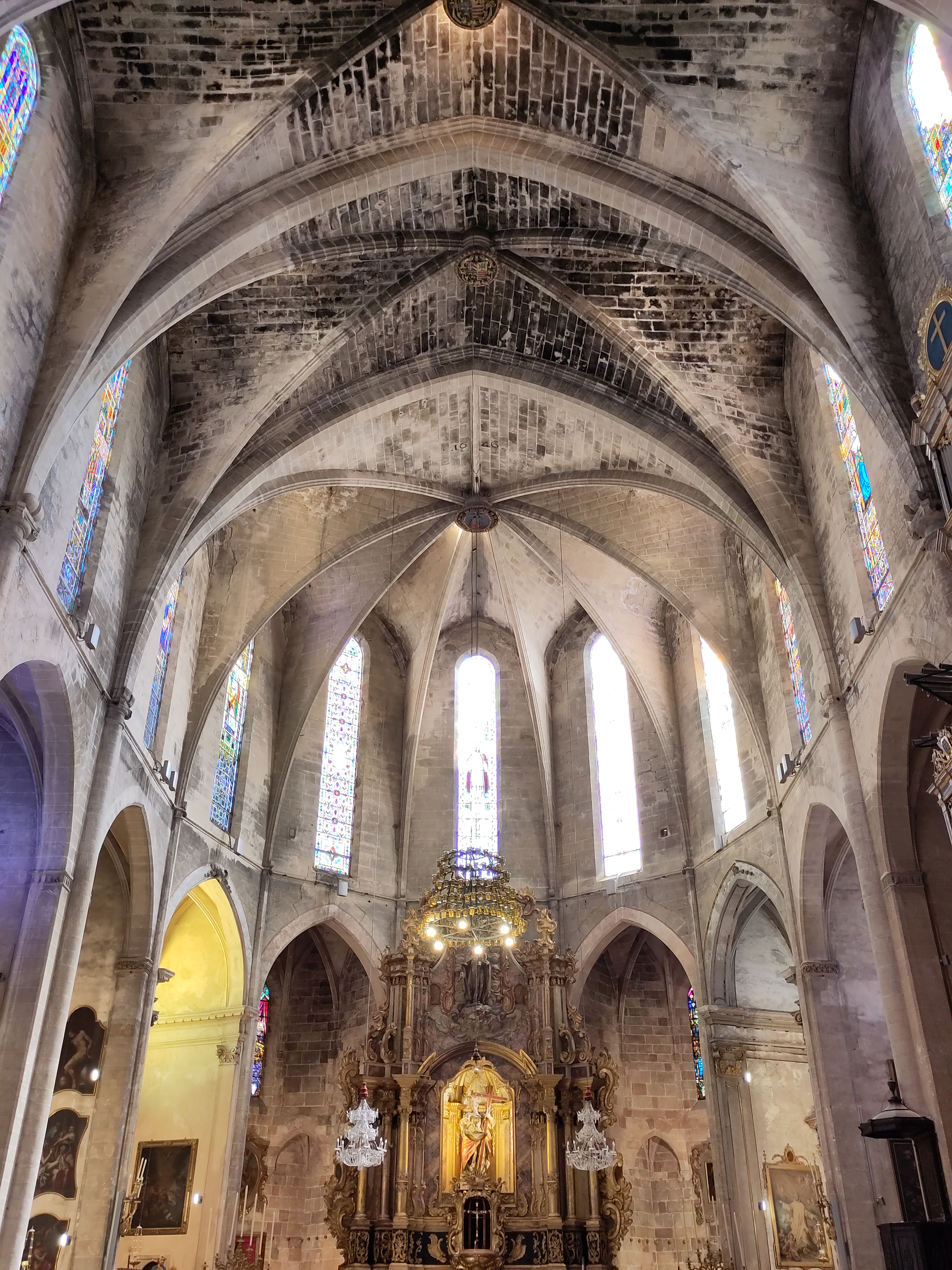
Interior.

La planta es de configuración ancha de 26 metros que contrasta con su longitud, de 48 metros. Las capillas laterales ocupan el espacio entre los contrafuertes. Hay cinco ábsides.
El retablo mayor es de estilo barroco tardío, presenta una imagen de Santa Helena y otra de la Virgen del Carmen que denotan la tradición marinera de la parroquia. También se conserva una tabla gótica que presenta la Virgen del Buen Camino, obra de Mòger, del siglo XVI.

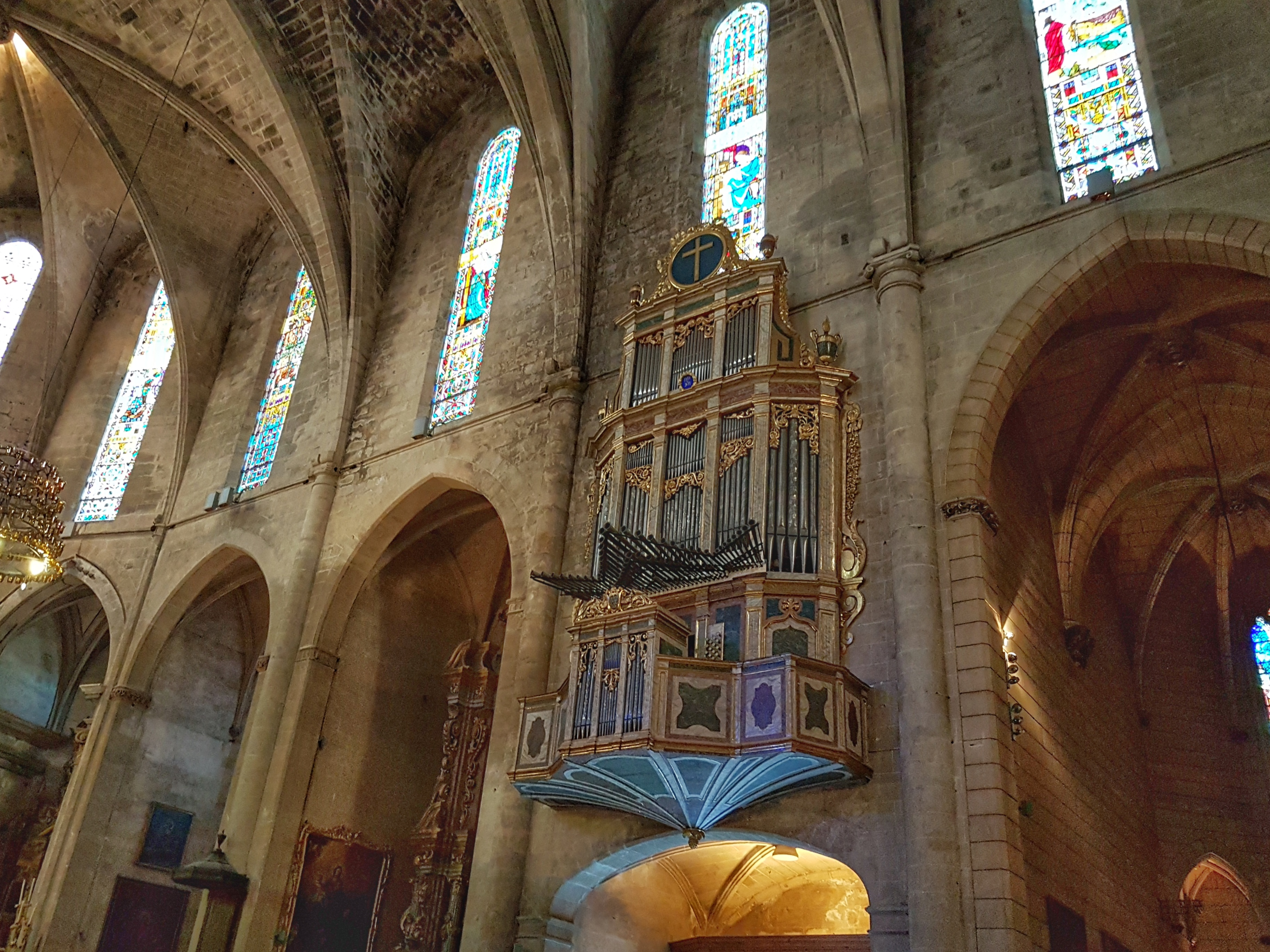
Órgano.

La tercera capilla de la derecha acoge la imagen gótica de la Virgen de Santa Cruz y la tercera de la izquierda está dedicada al Corazón de Jesús. En esta capilla se encuentra el sepulcro del marino Antonio Barceló, teniente general de la Armada, conocido popularmente como el Capità Toni.
En la pared derecha se encuentra el órgano que sigue en funcionamiento y se toca habitualmente.
La fachada principal está inacabada y, a la derecha, está el campanario. La más interesante es la del lateral norte, situada en la calle de Santa Cruz que presenta un portal esencialmente barroco, levantado sobre una escalera de cinco escalones y franqueado por estípites geométricos, de tradición manierista y un frontón curvo roto coronado por dos pirámides con bola y una cruz central. El frontón enmarca un nicho con ábside en forma de concha que contiene una imagen de Santa Helena.

## Cripta de San Lorenzo
La cripta de San Lorenzo es el presbiterio de la iglesia y es de finales del siglo XIII o principios del XIV. Tiene la planta cuadrangular rodeada por un deambulatorio de cinco tramos, cuadrangulares y triangulares alternativamente, con cinco capillas situadas entre los contrafuertes. La cubierta es de bóveda de crucería sostenida por cuatro columnas octogonales con capiteles geométricos. La puerta de acceso es de dintel moldurada con representaciones zoomórficas en los capiteles. Hay un retablo renacentista dedicado a San Lorenzo y un crucifijo gótico.